# Summer of Sam
Summer of Sam is een Amerikaanse thriller uit 1999. De film werd geregisseerd door Spike Lee en gaat over de terreur die seriemoordenaar David Berkowitz ("Son of Sam") in 1976-1977 verspreidde tot hij gearresteerd werd.

## Rolverdeling
| Acteur               | Personage                |
| -------------------- | ------------------------ |
| Mira Sorvino         | Dionna                   |
| Michael Rispoli      | Joey T                   |
| Saverio Guerra       | Woodstock                |
| Jennifer Esposito    | Ruby                     |
| John Leguizamo       | Vinny                    |
| Adrien Brody         | Richie                   |
| Brian Tarantina      | Bobby Del Fiore          |
| Al Palagonia         | Anthony                  |
| Ken Garito           | Brian                    |
| Bebe Neuwirth        | Gloria                   |
| Patti LuPone         | Helen                    |
| Mike Starr           | Eddie                    |
| Anthony LaPaglia     | Detective Lou Petrocelli |
| Roger Guenveur Smith | Detective Curt Atwater   |
| Ben Gazzara          | Luigi                    |
| Joe Lisi             | Tony Olives              |
| James Reno           | Crony                    |
| Arthur J. Nascarella | Mario                    |
| John Savage          | Simon                    |
| Spike Lee            | John Jeffries            |
| Lucia Grillo         | Chiara                   |
| Nelson Vasquez       | Officer Cruz             |
| Darielle Gilad       | Debbie Cadabra           |
| Peter Maloney        | Detective Timothy Dowd   |
| Christopher Wynkoop  | Sam Carr                 |
| Peter Epstein        | Chuckie                  |
| Jill Stokesberry     | Rose                     |
| Joseph Lyle Taylor   | Ron                      |
| Kim Director         | Dee                      |
| Bill Raymond         | Father Cadilli           |
| Michael Imperioli    |                          |
| John Turturro        | Harvey the Black Dog     |